# ユルバース・カーン
ユルバース・カーン (ウイグル語: يۇلبارس خان, ラテン文字転写: Yulbars Khan、光緒15年7月17日（1889年8月13日） - 1971年（民国60年）7月27日）は、中華民国の軍人、政治家。新疆マラルベシ県出身のウイグル人。新疆省政府主席を務めた。字は景福、別名はマフムート・ウシュル（中国語: 馬木提・烏守爾）、旧漢字表記は堯樂娃子。ハナフィー学派の信徒。

## 生涯
光緒15年（1889年）、英吉沙爾直隸庁（ヤンギ・ヒサール、現在のイェンギサール県）に生まれる。幼少期に両親を亡くし、8歳の時に姉の夫にあたるカシュガル道の黄光達の養子となり、黄景福と改名した。2年後、養父の黄光達はタシュクルガン辺境の紛争の処理に尽くしていないとして、清朝に斬首された。ユルバースの姉はハミ郡王家のマクスド・シャーの腹心のエズィズ・カーディー（艾則孜哈孜）と再婚したため、ユルバースも共にハミ回王府に入った。1年も経たずして、またもユルバースの姉はイブラヒム・ベク（伊不拉音伯克、ハミの大台吉のユスプ（玉素甫）の父方の従兄弟）と再婚し、この時期、ユルバースは段々と商業活動に従事するようになった。宣統2年（1910年）、ユルバースはハミ回王府の通事（翻訳）及び掌事（通商の補助)となった。
ユルバースは、ハミ郡王のムハンマド・カーンとその息子のマクスド・シャーに、宮廷顧問として仕えた 。
宣統3年（1911年）に辛亥革命が起こると、クムルのウイグル族の農民は翌1912年から農民軍を組織し、ティムル・ニヤーズ（鉄木爾・尼牙孜）の指揮の元、クムル付近の三堡を奪取し、バルクルに進駐する新疆省軍を攻撃して、総兵の易盛富を生け捕りとした。ユルバースは密かに農民軍を資金援助していた。ティムル・ニヤーズが新疆都督となった楊増新に殺害されて農民軍が瓦解すると、ユルバースはマクスド・シャーに密告し、ハミ回王が農民軍の残党を捕殺するのを手伝った。後にユルバースは楊増新によってハミに新設された官車局の佐弁に任命された。
1928年に楊增新が刺殺されると、金樹仁が新疆督弁となった。1930年6月6日、ハミ回王のマクスド・シャーが病逝すると、金樹仁は「改土帰流」を実施してハミ回王の特権を廃止したため、ホージャ・ニヤーズを指導者とするクムル反乱が勃発した。ユルバースはホージャ・ニヤーズと馬仲英と共謀して金樹仁を打倒した。ユルバースは密かに反乱軍に資金援助して誼を通じていた。ホージャ・ニヤーズはユルバースを南京に派遣し、甘粛で漢回軍閥の馬仲英と遭遇し、彼を新疆に引き入れた。1931年、馬仲英は新疆へ進軍したが、張培元の部隊と遭遇し深手を負って甘粛へ退却すると、ユルバースとホージャ・ニヤーズも山中へ退却した。ユルバースは南京に国民党の支援を求めに行く途中で馬仲英に拘束されたが、馬仲英が新疆を奪取した後に国民党が馬仲英を指導者として承認するという約束を既に交わしていたとみなす者もいる。
1933年4月12日、金樹仁は盛世才によって追放され、劉文竜が新疆省政府の主席に、盛世才は臨時督弁となり、1934年-1937年の間に盛世才が新疆を支配した。1933年5月、ヨシフ・スターリンに近しい新任の駐ウルムチ・ソビエト総領事のガレギン・アプレソフ仲介のもと、ホージャ・ニヤーズは盛世才と和平協定を結び、南新疆（カシュガリアまたはタリム盆地）の支配の保障の見返りとして、馬仲英に対するウイグル兵の撤退に合意した。漢人が既に喪失した南新疆や馬仲英軍の支配するトルファン盆地やクムル地区では、様々な反乱勢力の間で血まみれの権力闘争が進展していた。天山山脈南部の領域は新疆で「独立地位」にあると認められ、漢人は協定で天山を横断しないことを約束した。ユルバースはホージャ・ニヤーズのこの決定に従わず、国民党第36師団の補給部門長に自分を任命した馬仲英と同盟し続けた。1934年7月7日、紫泥泉戦役で盛世才に大敗した馬仲英の南新疆からの撤退とソ連領土での抑留の後、ユルバースは盛世才と和平合意に漕ぎ付けると劉文竜と盛世才への支持を公表し、クムルにおけるウイグル連隊長として留め置かれ、クムル県県長に自らを任命するとその地位は盛世才の承認を得た。1937年5月、ウイグル第6師団と第36ドンガン師団が新疆省政府に対して南新疆反乱を起こすと、カシュガリアの反乱軍はクムルの基地から新疆と中国本土の連絡を切断するようユルバースに求めた。1937年、中国工農紅軍西路軍左支隊が星星峡に到達すると、盛世才はこの部隊が新疆に入ることに同意したが、ユルバースは反対した。5000人の干渉軍を含むソ連の軍事援助を得た盛世才が反乱を鎮圧するためハミに攻め入ると、ユルバースは敦煌へ逃亡し、その後青海に至り、青海軍閥の馬歩芳に歓迎された。1937年、ユルバースは逃亡先の南京で蔣介石と会見した。1938年、蔣介石から国民政府軍事委員会中将参議に任命された。その後ユルバースは国民党中央監察委員にも任命された。1946年秋、ユルバースはハミに帰還し、盛世才によって没収されなかった財産は新任の新疆省政府主席張治中によって返還された。1947年、ユルバースはハミ区督察専委員兼ハミ区保安司令とハミ区国民党党務指導員に就任した。1949年9月、新疆和平起義の後、新疆臨時政府はユルバースをハミ専員（責任者）と公署専員に留任し、子の堯道昌も県長に留任された。1949年、ユルバースは回族騎兵と白系ロシア人を率い、新疆を引き継いだ人民解放軍と戦った（伊吾の戦い）。1950年、ユルバースは中華民国政府から新疆省政府主席に任命され、死去するまでその地位に留まった。1951年、部隊のほとんどが脱走すると、チベット経由でインドのカルカッタへ亡命しようとしたが、そこでダライ・ラマの軍の攻撃を受けた。インドに逃れた後、蒸気船に乗って台湾の台北へ向かった。1969年には自身の回想録『堯樂博士回憶録』が出版された。1971年7月27日、台北において82歳で病逝した。
ユルバースは、新疆を中華民国の一部と主張し続けた蔣介石と国民党に味方したため、ウイグル人からはムハンマド・アミーン・ブグラやエイサ・ユスプ・アルプテキンと並んで東トルキスタン独立運動の裏切り者と呼ばれた。

## 家庭
- 父：ウシュル・メラブ（烏守爾・米拉甫） - カシュガル回王府に仕えた
- 姉：金乃斯汗
- 子：堯道昌
- 子：堯道宏（ヤクブ・ベク、Yaqub Beg）
- 子：堯道明（ニヤス、Niyas）[13][14]